# Sophienstraße (Radebeul)
Die Sophienstraße war eine Ortsstraße in der sächsischen Gemeinde Oberlößnitz, heute Stadtteil von Radebeul. Später wurde sie mit weiteren Straßen zur heutigen Eduard-Bilz-Straße vereint.

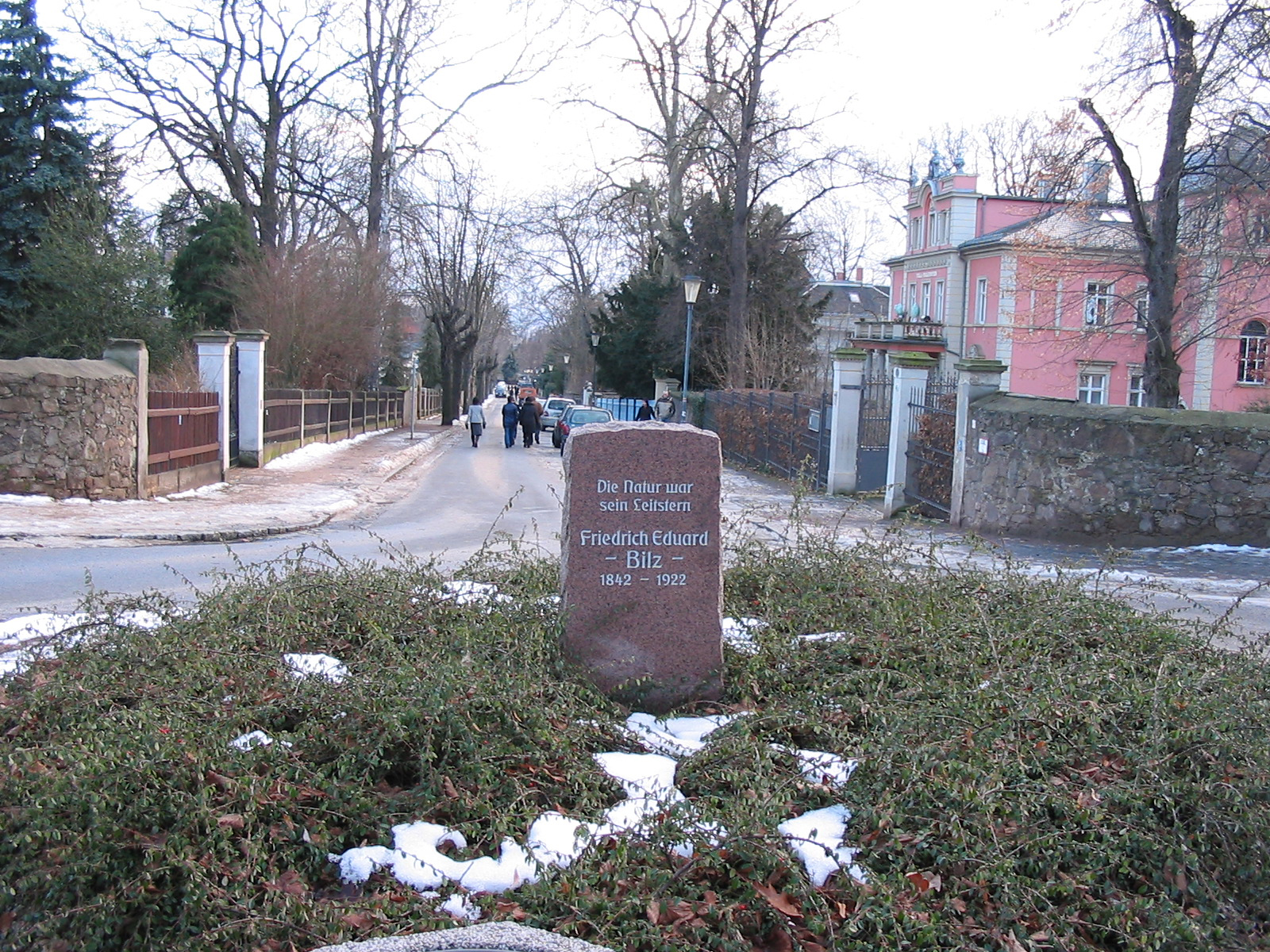
Bilz-Stein auf dem Eduard-Bilz-Platz, Blick nach Süden in die ehemalige Sophienstraße

Zu DDR-Zeiten stand der Straßenzug der vormaligen Sophienstraße unter dem Namen Eduard-Bilz-Straße zwischen Nizzastraße−Augustusweg ab spätestens 1973 als Denkmal der Kulturgeschichte unter Denkmalschutz. Heute steht die von den Baumeistern Gebrüder Ziller angelegte Straße selbst nicht mehr unter Denkmalschutz, jedoch sind ein Großteil der anliegenden Häuser als Kulturdenkmal eingestuft. Im Dehio-Handbuch wird das durch die beiden Figurengruppen der Bacchanten ausgezeichnete Teilstück der Eduard-Bilz-Straße für seine besonders repräsentativen gründerzeitlichen Villen hervorgehoben.

## Ortslage und Bebauung

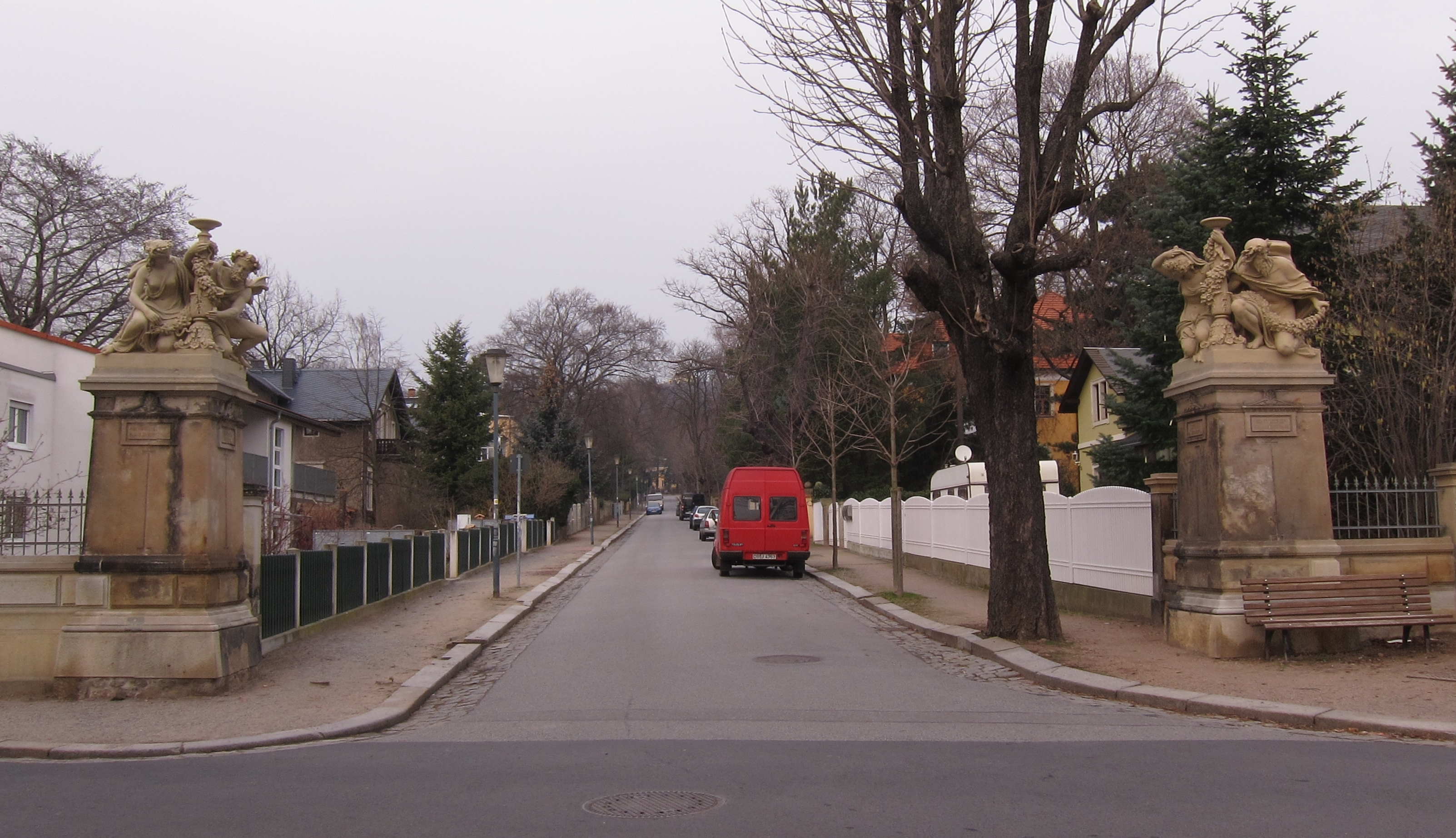
Figurengruppe der Bacchanten, Blick in die Sophienstraße nach Norden

Blick vom westlichen Ende des Alvslebenplatzes nach Norden auf die beiden Figurengruppen von Ernst March am Beginn der ehem. Sophienstraße, rechts der Turm des Sophienhofs (handkolorierte Ansichtskarte um 1910)

Die ehemalige Sophienstraße beginnt am Alvslebenplatz bzw. der Nizzastraße und verläuft in nördliche Richtung bis zum heutigen Eduard-Bilz-Platz bzw. dem Augustusweg.
Die ehemalige Hausbenummerung begann am Sophienhof mit der Nr. 1, die Nr. 2 war gegenüber. Auf jeder Straßenseite waren 9 Bauplätze geplant, sodass die beiden letzten Häuser die Nr. 17 (Haus Rudell) bzw. Nr. 18 (Villa Sonnenhof) bekamen.
Die heutige Hausbenummerung beginnt am Alvslebenplatz auf der Ostseite mit der Eduard-Bilz-Straße 21 und zählt dann in nördlicher Richtung bis zur Nr. 37. Auf der Westseite beginnt es an der Nizzastraße, die dort in den Alvslebenplatz mündet, mit der Nr. 32 und läuft bis zur Nr. 46.
Die Sophienstraße wird an ihrem Anfang durch die an den Straßenecken aufgestellte, denkmalgeschützte Figurengruppen am Sophienhof geschmückt, die Girlandenwindenden Bacchanten. Auf der Ostseite stehen sieben der neun Villen unter Denkmalschutz, auf der Westseite sind es vier von acht Anwesen.
- Ostseite: Nr. 21 (Sophienhof), Nr. 23, Nr. 27, Nr. 31, Nr. 33 (Villa Claudia), Nr. 35, Nr. 37 (Haus Rudell)
- Westseite: Nr. 34, Nr. 36, Nr. 44 (Villa Falkenstein), Nr. 46 (Villa Sonnenhof). Der Garten der Villa Sonnenhof gilt als Werk der Landschafts- und Gartengestaltung.

## Geschichte und Benamung
Die Baumeister Gebrüder Ziller erschlossen um 1877 auf eigene Kosten die ehemalige Sophienstraße, entlang der sie zahlreiche Villengrundstücke entwickelten, die sie meistenteils auch selbst bebauten. 1879 erhielt die Erschließungsstraße den Namen von Sophie Ziller (1853–1874), einer jüngeren und bereits verstorbenen Schwester der beiden Baumeister. Bereits im Jahr 1877 bauten die Gebrüder Ziller als erstes Gebäude dieser Straße den Sophienhof, eine mit der Hauptansicht in Richtung des im Süden gelegenen Alvslebenplatzes ausgerichtete und mit einem Turm versehene Villa. Auf der Westseite des Turms, zur Sophienstraße hin, befand sich ehemals ein Medaillon mit der Büste der Schwester Sophie.
Um die Sophienstraße aufzuwerten, erhielt sie an beiden Enden markante Gestaltungen. Am Südende beim Sophienhof, wo am zu Radebeul beziehungsweise Serkowitz gehörenden Alvslebenplatz Oberlößnitz begann, stellte der für die öffentliche Gestaltung Zillerscher Baumaßnahmen zuständige Moritz zu beiden Seiten der Straße zwei auf Postamenten platzierte Figurengruppen der Charlottenburger Tonwarenfabrik Ernst March auf, die Bacchanten, die somit den Eingang der Straße betonten.
Die kastanienbaumgesäumte Straße führte auf eine halbkreisförmige, platzartige Erweiterung zu, die sich unmittelbar zum Augustusweg öffnete. Direkt auf der Sichtachse der Sophienstraße stand eine mehrfach gegliederte Siegessäule, umrahmt von Bäumen. Auf dieser Säule stand eine überlebensgroße Victoria aus Terracotta, die zusammen mit den Bacchanten von Ernst March beschafft worden war. Das Vorbild der Figur war die Kranzwerfende Victoria von Christian Daniel Rauch. Unterhalb der etwa zehn Meter hohen Säule war in die sandsteingefasste Futtermauer ein nach Süden in die Sophienstraße blickender löwenköpfiger Wasserspeier eingelassen, vor diesem wiederum ein Brunnenbecken.
Im Jahr 1885 übertrugen die Gebrüder Ziller vertragsgemäß die Sophienstraße mit der platzartigen Erweiterung am nördlichen Ende an die Landgemeinde Oberlößnitz, die sich künftig um die Unterhaltung und den Betrieb zu kümmern hatte.
Von 1935 bis 1945 hieß der mit den nördlich und südlich angrenzenden Straße vereinte Straßenzug Straken, so wie die heute noch weiter im Norden liegende Berggasse Straken, von der das Stück zwischen nördlichem Platz und dem Bilz-Sanatorium abgetrennt wurde.
Nach dem Zweiten Weltkrieg, 1945, wurde der gesamte Straßenzug auf den Namen Eduard-Bilz-Straße umgewidmet.

## Bewohner
Marie Ziller, die Ehefrau des Baumeisters Gustav Ziller und spätere Eigentümerin der Baufirma „Gebrüder Ziller“, wuchs bei ihren Eltern in der Nr. 34 auf.
Um 1900 wohnte unter der Adresse Sophienstraße 6 die Schriftstellerin Hedwig von Schreibershofen.
Die Bildhauerin Magdalene Kreßner lebte nach dem Zweiten Weltkrieg bis zu ihrem Tod 1975 in der Nr. 42 (Villa Eugenie).
Laut Adressbuch von 1915 wohnte im Haus Rudell der hochdekorierte Oberst a. D. Graf Ernst Bernhard Vitzthum von Eckstädt, ehemaliger Kommandeur des Oschatzer Ulanen-Regiments sowie Vater des hier im Haus geborenen Kunsthistorikers Georg Vitzthum von Eckstädt.
Die Villa Falkenstein ist benamt nach dem Baron Louis Trützschler von Falkenstein, der sie 1891 von den Gebrüdern Ziller übernahm.
Die Villa Sonnenhof gehörte dem dort wohnenden Architekten Richard Müller.